# Carsten Kotas
Carsten Kotas (* 8. Oktober 1962 in Stuttgart) ist ein deutscher Wirtschaftswissenschaftler und Professor für ABWL, insb. Finance & Banking an der FOM – Hochschule für Oekonomie und Management, Standort Frankfurt am Main. Er ist zudem Inhaber der Prof. Dr. Carsten Kotas - Consulting, einer Corporate Finance Beratungsgesellschaft mit Sitz in Bad Homburg v. d. H.

## Ausbildung
Carsten Kotas studierte Volkswirtschaftslehre an den Universitäten Tübingen und Rio de Janeiro mit anschließender Promotion an der Universität Kassel (Thema: Mikro- und makroökonomische Auswirkungen von Terminmärkten. Zur Synthese zwischen Portfoliotheorie, Kapitalmarkttheorie, Optionspreistheorie und Futurebewertungstheorie).

## Berufliche Tätigkeiten
Nach seinem Studium war er u. a. als Options Market Maker (Deutsche Bank AG), Head of Treasury (Berenberg Bank), Head of Alternative Investments (UBS Global Asset Management Deutschland GmbH), Hedge Fund Manager (HSBC Investments Deutschland GmbH) sowie als Geschäftsführer einer Luxemburger Kapitalanlagegesellschaft (Walser Privatbank Invest S.A.) tätig. Im Rahmen seiner beruflichen Aktivitäten gründete er selbst mehrere Unternehmen.
An der FOM lehrt er seit 2016 insbesondere Finanzwirtschaft, Asset Management und Behavioral Finance. 2018 wurde er hier zum Professor berufen.
Er ist außerdem Mitglied des ALFI-Forums „Digital/FinTech“ in Luxemburg.

## Forschungsschwerpunkte
Forschungsschwerpunkte sind u. a. die Themenbereiche Digital Assets (z. B. Crypto Assets, Domainnamen etc.), Behavioral Finance, Alternative Finanzierungen (z. B. Immobilien-Crowdinvesting), Verhandlungsführung (u. a. spieltheoretische Ansätze) und FinTechs.

## Persönliches
Carsten Kotas ist geschieden und hat zwei erwachsene Töchter.